# Bompas, Pyrénées-Orientales
Bompas (katalanska: Bonpàs eller Bompàs) är en kommun i departementet Pyrénées-Orientales i regionen Occitanien i södra Frankrike. Kommunen ligger i kantonen Perpignan 7e Canton som tillhör arrondissementet Perpignan. År 2022 hade Bompas 7 712 invånare.

## Befolkningsutveckling
Antalet invånare i kommunen Bompas
| Referens: INSEE |